# وزارة الاتصالات (باكستان)
وزارة الاتصالات (بالأردوية: وزارت مواصلات)‏ ; (اسم التقرير : MoCom )، هي وزارة على مستوى مجلس الوزراء تابعة للحكومة الباكستانية مسؤولة عن تحليل وصياغة وتنفيذ السياسة المركزية المتعلقة بالاتصالات والنقل. وهي من أقدم الوزارات، أنشئت في 14 أغسطس 1947. وتختص وزارة الاتصالات باتصالات التلغراف والهاتف وكذلك الإذاعة العامة والوسائل التقنية للبث الإذاعي والتلفزيوني وتوزيع الدوريات. يقع المقر الرئيسي للوزارة ومديرها التنفيذي السياسي، وزير الاتصالات، في أمانة مجلس الوزراء في العاصمة إسلام آباد. وزير الاتصالات هو معين من القطاع العام ويجب أن يكون عضوا في البرلمان .

## روابط خارجية
- الموقع الإلكتروني